# Carrion (album)
Carrion – debiutancki album zespołu Carrion wydany 30 sierpnia 2007 roku nakładem MJM Music. Na płycie, obok 11 autorskich piosenek, znalazł się także cover utworu „Wonderful Life” brytyjskiego wokalisty Black. 
Singlami (do których nakręcone zostały również teledyski) promującymi płytę są utwory: „Zapach szarości", „Trzy słowa" oraz „Trudno uwierzyć”.

## Lista utworów
1. „RiM” – 3:41
2. „Zapach szarości” – 3:56
3. „Trzy słowa... (Gadriel)” – 3:27
4. „Trudno uwierzyć” – 4:37
5. „Cyrk Mamona” – 4:04
6. „O.M.P.W.” – 3:43
7. „Marid” – 4:28
8. „Nibyraj” – 5:06
9. „Nie z moich słów” – 3:40
10. „Betel” – 4:08
11. „Znak apatii” – 4:04
12. „Wonderful life” (cover Black) – 3:57